# Человек-паук (мультсериал, 1994)
«Челове́к-пау́к» (англ. Spider-Man: The Animated Series) — американский приключенческий мультипликационный сериал об одноимённом персонаже, созданный анимационной студией «Marvel Films Animation», показ начался 19 ноября 1994 года по каналу Fox (Fox Kids). Мультсериал имел большой бюджет и использовал повествовательную систему, в которой каждая серия была лишь одной главой большой истории. Сериал имел колоссальный успех и стал одним из самых популярных мультсериалов в истории телевидения наряду с Людьми Икс и Бэтменом. Он также получил положительные отзывы как от критиков, так и от зрителей.
Мультсериал впервые был показан по американскому телеканалу Fox Kids 19 ноября 1994 года. Показ завершился 31 января 1998 года — всего было выпущено 65 серий.
В России транслировался с 1 апреля 1999 года по 10 августа 2010 года на телеканале Jetix (ранее Fox Kids).

## Сюжет
Главный герой сериала — Питер Паркер, который ведёт двойную жизнь. С одной стороны, он студент университета Empire State University (Нью-Йорк) и внештатный фотограф издания The Daily Bugle, а с другой — супергерой Человек-паук, который борется с преступностью, скрывая свою личность. Джей Джона Джеймсон, редактор The Daily Bugle, не доверяет Человеку-пауку, но при этом платит Паркеру за фотографии этого супергероя и даже взял на работу в редакцию, не подозревая, что Паркер по сути снимает сам себя.
Питер Паркер по сюжету является сиротой и живёт под опекой тёти Мэй. Дядя Питера, Бен Паркер, был убит вне рамок сюжета сериала. Из сокурсников по университету дружит с Гарри Озборном — сыном Нормана Озборна, влиятельного промышленника и главы компании Oscorp. Несмотря на свою двойную жизнь, Питер в течение сериала имел романтические отношения сначала с Фелицией Харди, а позже с Мэри Джейн Уотсон.
Главный герой противостоит не только уличной преступности, но и суперзлодеям — поэтому в сюжете фигурируют большинство классических злодеев Человека-паука, а именно: Кингпин, Зелёный гоблин, Хобгоблин, Ящер, Скорпион, Доктор Осьминог, Мистерио, Носорог, Шокер, Хамелеон, Стервятник, Гидромен, Веном, Карнаж, Могильщик, Кувалда, Сильвермейн, Алистер Смайт, Пятно, Крэйвен-охотник, Морбиус, Барон Мордо и Дормамму.
В сериале также появляются другие персонажи вселенной Marvel, такие как Люди Икс, Сорвиголова, Каратель, Фантастическая четвёрка, Воитель, Железный человек, Доктор Стрэндж, Блэйд, Ник Фьюри и Капитан Америка.

## Эпизоды
| Сезон                  | Сезон | Арка               | Эпизоды | Эпизоды          | Период показа на ТВ | Период показа на ТВ |
| Сезон                  | Сезон | Арка               | Эпизоды | Эпизоды          | Премьера сезона     | Финал сезона        |
| ---------------------- | ----- | ------------------ | ------- | ---------------- | ------------------- | ------------------- |
|                        | 1     | —                  | 13      | 13               | 19 ноября 1994      | 11 июня 1995        |
|                        | 2     | Неогенный кошмар   | 14      | 14               | 9 сентября 1995     | 24 февраля 1996     |
|                        | 3     | Грехи Отцов        | 14      | 14               | 27 апреля 1996      | 23 ноября 1996      |
|                        | 4     | Друзья в опасности | 11      | 11               | 1 февраля 1997      | 2 августа 1997      |
|                        | 5     | —                  | 13      | 1                | 12 сентября 1997    | 12 сентября 1997    |
| Шестеро Забытых Воинов | 5     | 5                  | 13      | 19 сентября 1997 | 17 октября 1997     |                     |
| Возвращение Водяного   | 5     | 2                  | 13      | 24 октября 1997  | 31 октября 1997     |                     |
| Тайные Войны           | 5     | 3                  | 13      | 7 ноября 1997    | 21 ноября 1997      |                     |
| Паучьи войны           | 5     | 2                  | 13      | 31 января 1998   | 31 января 1998      |                     |

## Роли озвучивали
- Кристофер Дэниел Барнс — Питер Паркер / Человек-паук
- Сара Баллантайн — Мэри Джейн Уотсон
- Линда Гэри[англ.] / Джули Беннетт[англ.] — Тётя Мэй
- Эдвард Аснер — Джей Джона Джеймсон
- Родни Солсберри[англ.] — Робби Робертсон
- Роско Ли Браун — Уилсон Фиск / Кингпин
- Дженнифер Хейл — Фелиция Харди / Чёрная кошка
- Гари Имхофф[англ.] — Гарри Озборн
- Нил Росс[англ.] — Норман Озборн / Зелёный гоблин
- Лиз Джорджес — Дебра Уитман
- Патрик Лабьорто[англ.] — Флэш Томпсон
- Меджел Барретт — Анна Уотсон
- Джозеф Кампанелла[англ.] — Курт Коннорс / Ящер
- Максуэлл Колфилд[англ.] — Алистер Смайт
- Ник Джеймсон — Майкл Морбиус / Морбиус, Ричард Фиск
- Марк Хэмилл — Хобгоблин
- Ефрем Цимбалист-младший — Отто Октавиус / Доктор Осьминог
- Мартин Ландау / Ричард Молл[англ.] — Скорпион
- Грегг Бергер — Мистерио, Крэйвен-охотник
- Джим Каммингс — Шокер
- Дон Старк[англ.] — Носорог
- Эдди Альберт (пожилой) / Алан Джонсон (молодой) — Эдриан Тумс / Стервятник
- Хэнк Азариа — Эдди Брок / Веном
- Джоан Ли[англ.] — Мадам Паутина
- Донн Льюис — Детектив Терри Ли
- Марла Рубинофф[англ.] — Лиз Аллан
- Сьюзэн Бьюбиан — Доктор Мария Кроуфорд
- Дэвид Уорнер — Герберт Лэндон
- Эрл Боэн — Потусторонний, Красный Череп

## Производство

Вступительный логотип

«Человек-паук» вышел в свет благодаря студии Marvel Films Animation, и это был единственный сериал, созданной этой студией совместно с TMS Entertainment и Korean Studios. Мультсериал является вторым по продолжительности после «Людей-Икс», которые шли с 1992 по 1997 годы и насчитывали 5 сезонов, состоящих из 76 эпизодов. В настоящее время права на мультсериал принадлежат компании The Walt Disney Company, которая приобрела их у Fox Kids в 2001 году.

## Создание
Исполнительными продюсерами нового мультсериала стали Стэн Ли и Ави Арад. Стэн Ли, соавтор Человека-паука, сообщил, что проверил «каждую предпосылку, каждую схему, каждый подлинник, каждый образцовый лист, каждый сценарный отдел киностудии, всё, чтобы сериал соответствовал духу комикса». Он и редактор сериала Джон Сэмпер приняли на работу авторов, у которых был опыт в создании комиксов, чтобы новый мультсериал не так сильно отличался от ранее опубликованных комиксов, среди них были Гэри Конвэй и Мэри Вулфман. Производитель Боб Ричардсон желал дать мультсериалу «современное чувство живого действия», смешивая CG и традиционную мультипликацию. Ричардсону понравился результат. Одно из обязательств работы с Fox Kids состояло в том, чтобы сделать показ образовательным, демонстрируя решение понятных каждому ребёнку социальных проблем. Сэмпер полагал, что Человек-паук был особенно хорош для этой цели.

## Анимация
Чтобы воспроизвести иллюстрации фона Нью-Йорка, команда аниматоров исследовала большое количество визуального материала, используя архивы с фотографиями оригинального Нью-Йорка, особенно крыши. Для большего реализма аниматоры изучали карты. Здания были воспроизведены довольно хорошо и была досконально прорисована каждая деталь. Мультипликаторы населили город автомобилями и толпами людей на уличном фоне. Сэмпер верил, что это самый удачный проект о Человеке-пауке. Первоначально, Marvel Films запланировали сделать фоны полностью на основе технологии CGI, но по итогу активно задействовали её лишь для многочисленных сцен полетов над городом. Для других фонов мультипликаторы использовали традиционную анимацию, основанную на буфере перемещаемого изображения. Тем не менее, CGI фоны эпизодически использовались и для других сцен.

## Награды
- Сценарист Джон Сэмпер стал лауреатом премии Annie Award в 1997 году за лучшие достижения в области написания сюжета (эпизод «День Хамелеона»)
- «Человек-паук» был выдвинут на премию NAACP Image Awards в 1996 году в категории «лучшая анимация».
- По данным IGN «Человек-паук» занимает 84 строчку в списке лучших анимационных сериалов.

## Национальные объединения
Показ «Человека-паука» получил высокие рейтинги в Германии, Португалии и Испании. В Великобритании, эпизоды собрали в среднем 2,5 миллиона зрителей. В начале 1996 года показ сериала был начат в Гонконге, Индонезии, Филиппинах, Сингапуре, Австралии, Израиле, Мексике, России, Польше, Латвии, Литве, Норвегии, Швеции, Финляндии, Дании и Южной Африке. В Болгарии первый сезон был транслирован по NOVA Television, и на повторных показах этого сериала по Evrokom. В 2001 году все 65 эпизодов были переданы на bTV, и повторные показы могут в настоящее время замечаться на Diema Family. В Южной Корее показ был также передан на KBS на 19 языках. В Японии сериал передавался на Japanese Cartoon Network. До января 2012 года шли трансляции на 31 канале.

## Полнометражные мультфильмы
В 2002—2005 годах в Польше были выпущены DVD-боксы, которые включали в себя сборники нескольких серий из мультсериала, объединённых в один сюжет. Всего их было выпущено 5 штук. Позже, в 2006 году, было издано 5-дисковое издание, включающее все полнометражки и несколько бонусных эпизодов.
- Злодеи атакуют

Эпизоды: 29-32 

Дата выхода: 30 апреля 2002
- Возвращение Зелёного гоблина

Эпизоды: 39-42 

Дата выхода: 29 октября 2002
- Сорвиголова против Человека-паука

Эпизоды: 33-36 

Дата выхода: 11 февраля 2003
- Человек-паук против Доктора Осьминога

Эпизоды: 05, 43-44 

Дата выхода: 29 июня 2004
- Сага о Веноме

Эпизоды: 08-10, 37-38 

Дата выхода: 7 июня 2005

## Духовное продолжение
1 ноября 2014 года на Comikaze Expo отмечался 20-летний юбилей сериала. Оказалось, что большинство актёров и съёмочной группы сериала, в том числе и Джон Семпер-младший, согласились воссоединиться для новой краудфандинговой серии под названием «War of the Rocket Men» (Война Ракетного человека). Кроме того, в конце 2014 года Стэн Ли сообщил, что у сериала имеется закулисный контент, подкасты, шоу и многое другое, ссылаясь на страницу в Facebook, которую ведёт Семпер-мл. 16 апреля 2016 года на YouTube-аккаунте Семпера-младшего был размещён видеоролик, на котором он сообщал, что написал короткий рассказ о серии, в которой Питер находит Мэри Джейн, обращаясь к истории как «автобиографическему фанфику», в котором он напомнил, что это было похоже на написание последнего эпизода сериала. Семпер пояснил, что он хотел выпустить его как перк для краудфандинг-кампании, для финансирования нового эпизода сериала. Кроме того, на видео размещено промо аудио-версии новой серии. До истечения крайнего срока сбора средств на краудфандинговый счёт поступило 24 % от необходимой суммы.
В мультсериале «Люди Икс ’97» (2024), который является продолжением шоу «Люди Икс» (1992), появился Питер Паркер из данного проекта. В финале первого сезона «Люди Икс ’97» он был показан вместе с найденной Мэри Джейн.
В июне 2025 года Marvel Comics анонсировали продолжение мультсериала в виде комикса Spider-Man '94. Создатель мультсериала Джон Сэмпер не будет принимать участие в создании комикса.